# Weelde-Station
Weelde-Station  (ook: Weelde-Statie) is een dorp aan de rijksgrens van België in de gemeente Ravels. Tot 1977 behoorde het tot de gemeente Weelde.
Het dorp is kort na 1900 ontstaan aan de spoorlijn Tilburg - Turnhout, mede vanwege de nabijheid van Station Baarle-Nassau Grens in het direct ten noorden gelegen Nederlandse gehucht Baarle-Nassau Grens. In 1912 had de kern een eigen parochie en een school, waardoor het een heus dorpje werd.

## Bezienswaardigheden
- De Onze-Lieve-Vrouw van de Rozenkranskerk

## Trivia
- De naam van het dorp wordt uitgesproken als Weldse-Statie of kortweg Dè Statie.